# Palol d'Onyar
Palol d'Onyar – miejscowość w Hiszpanii, w Katalonii, w prowincji Girona, w comarce Gironès, w gminie Quart.
Według danych INE z 2005 roku miejscowość zamieszkiwało 329 osób.